# Лаффан, Патриша
Патриша Элис Лаффан (англ. Patricia Alice Laffan, 19 марта 1919 — 10 марта 2014) — британская актриса.

## Биография
Патриша Лаффан родилась 19 марта 1919 года в Стретеме в районе Лондона в семье Артура Чарльза Лаффана и Эльвиры Элис Витали. Обучалась в Фолкстоне и Лондоне, а затем изучала актёрское мастерство в Драматической школе Уэббера-Дугласа. Впервые на киноэкранах появилась в 1946 году в фильме «Караван». Далее последовали роли в фильмах «Камо грядеши» (1951), где она сыграла Поппею Сабину, вторую жену Нерона, «Дьяволица с Марса» (1954) и «Двадцать три шага по Бейкер-стрит» (1956). В 1960-х Лаффан снималась на телевидении, где появилась в телесериале «Мегрэ» и телефильме «Анна Каренина» в роли Бетси, а в 1965 году завершила свою актёрскую карьеру. В 2008 году актриса дала интервью для британского документального фильма «Truly, Madly, Cheaply!: British B Movies».
Актриса скончалась в марте 2014 года, не дожив нескольких дней до 95-летия, в больнице Челси от полиорганной недостаточности вследствие острой проблемы с почками.